# Točilovo
Točilovo (cyr. Точилово) – wieś w Serbii, w okręgu raskim, w gminie Tutin. W 2011 roku liczyła 113 mieszkańców.